# Kalevi Pöykkö
Kalevi Pöykkö, född 9 oktober 1933 i Rovaniemi, död 30 november 2016 i Esbo, var en finländsk konstvetare.
Pöykkö avlade filosofie doktorsexamen 1973 på avhandlingen Das Hauptgebäude der Kaiserlichen Alexander-Universität von Finnland (1972), som behandlade Helsingfors universitets huvudbyggnad. Han var 1975–1976 tf. professor i konstvetenskap vid Jyväskylä universitet och innehade professuren som ordinarie 1976–1996.
Han inriktade från början sin forskning på byggnadskultur och intresserade sig i synnerhet för Carl Ludvig Engels arkitektur. Under sin tid som professor i Jyväskylä ledde han forskningspojektet Suomen kirkkotaide ja kuvan teologia, som hans institution genomförde i samarbete med institutionen för praktisk teologi vid Helsingfors universitet.
Pöykkö publicerade flera verk som behandlar arkitektur och äldre bildkonst; bland dessa märks C.L. Engel 1778-1840 (1990) och Neitsyt Maria ja Jeesus-lapsi: Jeesuksen syntymä ja lapsuus taiteessa (1998, tillsammans med Kaarina Pöykkö).